# Irving Berlin
Irving Berlin, nascut Israel Isidore Baline, (Tiumén, Rússia o Mahiliou, Belarús, 11 de maig de 1888 – Nova York, EUA, 22 de setembre de 1989) fou un compositor i lletrista estatunidenc, i un dels més prolífics i famosos de la història del seu país.
Berlin fou un dels pocs compositors de Tin Pan Alley/Broadway que escriviren tant les lletres com la música de llurs cançons. Malgrat no arribà a aprendre mai a llegir música més enllà d'un nivell elemental, compongué una gran quantitat de cançons, moltes de les quals, incloent God Bless Amèrica, White Christmas, Alexander's Ragtime Band i There's No Business Like Show Business, deixaren una petjada inesborrable en la música i cultura estatunidenca. Durant els seus 60 anys de carrera, va escriure aproximadament 1.500 cançons, incloent-hi les partitures de 20 espectacles originals de Broadway i 15 pel·lícules originals de Hollywood. El compositor George Gershwin va descriure'l com "el compositor de cançons més gran que ha viscut mai" : 117

## Biografia
Berlin va néixer amb el nom d'Israel Isidore Beilin l'11 de maig de 1888 a l'Imperi Rus. Tot i que la seva família provenia del shtetl de Talachin (actualment Belarús), els documents diuen que va néixer a Tiumén, Sibèria. La família emigrà als Estats Units i arribaren a l'illa Ellis el 14 de setembre de 1893, quan Irving només tenia cinc anys. Era un dels vuit fills de Leah (Lena) Jarchin i Moses Baline. El seu pare era un cantor rabí, a Nova York treballà com a qualificador de carn seguint la llei caixer; va morir quan Irving tenia 13 anys, i ell hagué de deixar l'escola. Des dels vuit anys ja treballava per ajudar la família; va fer feina com a venedor de diaris i també va fer actuacions pels carrers per aconseguir diners. El jove Berlin cantava algunes de les cançons que escoltava mentre venia diaris, i la gent li donava algunes monedes. Un vespre va confessar a la seva mare que la seva nova ambició a la vida seria convertir-se en un cambrer dels que canta en una saló.:48
Com que guanyava menys que les seves germanes, als 14 anys marxà de casa. Va anar a viure a Bowery, i residia en una de les cases d'allotjament que acollia als milers d'altres nois sense llar de l'East Side. Bergreen els descriu com uns barris de vida miserables, mesquins, bruts i insensibles amb els éssers humans.:15 Berlin cantava algunes de les populars balades que escoltava al carrer, amb l'esperança que la gent li donés uns centaus. En aquest entorn va esdevenir un noi que es va educar al carrer. La música era la seva única font d'ingressos i va agafar el llenguatge i la cultura de l'estil de vida del gueto.

### Les primeres cançons
La dura realitat d'haver de treballar encara en feines ínfimes per no morir de fam deixà una empremta profunda en la valoració dels diners per part d'ell. Berlin descobrir quina mena de cançons agradava al públic: "les cançons conegudes que expressaven sentiments simples eren les més fiables".:17 En el seu temps lliure després d'hores de feina, aprenia a tocar el piano. Quan estava treballant com a cambrer cantant en el Pelham’s Cafe a Chinatown, el propietari demanà a Berlin d'escriure una cançó original per al cafè, ja que un negoci rival tenia la seva pròpia cançó publicada. Marie from Sunny Italy fou el resultat i s'edità aviat. Tot i que només va guanyar 37 centaus, aquesta li obrí les portes d'una nova carrera i un nou nom: Israel Baline fou erròniament imprès amb el pseudònim I. Berlin en la partitura.
Moltes de les seves primeres cançons, entre elles Sadie Salome, That Mesmerizing Mendelssohn Tune i Oh How That German Could Love assoliren un modest èxit tant en forma de partitures, d'enregistraments, en l'escenari del vodevil, o com interpolacions en diversos espectacles; però fou Alexander's Ragtime Band, escrita el 1911, la que el catapultà com una de les més importants estrelles de Tin Pan Alley. La sintonia va reviure el fervor que Scott Joplin havia començat una dècada abans amb el ragtime, i va convertir Berlin en una estrella de la cançó. Alexander's Ragtime Band, era una marxa més que un rag, i la seva influència musical comprenia cites d'una bugle call (un tipus de tema militar) i de Swanee River. Però el tema ragtime que Scott Joplin havia disparat una dècada abans, convertí Berlin en una estrella de la composició. En llur primera realització, quatre versions del tema assoliren els primers llocs en la llista d'èxits. Bessie Smith, el 1927, i Louis Armstrong, el 1937, ocupaven el top 20 amb les seves interpretacions de la peça. El 1938 la cançó fou núm. 1 un altre cop en un duet de Bing Crosby i Connee Boswell; un altre duo de Crosby, aquesta vegada amb Al Jolson, encapçalà el top 20 el 1947. Johnny Mercer dissenyà una versió swing el 1945 i Nellie Lutcher la situà en la llista de R&B en el núm. 13 el 1948. S'ha de destacar també la versió de 1959 de Ray Charles per a big band.

### Alexander's Ragtime Band
Després de l'èxit d' Alexander's Ragtime Band, corregué la veu que Berlin estava escrivint una òpera ragtime. Tanmateix produí la seva primera obra extensa per als escenaris musicals, Watch Your Step (1914), protagonitzada per Irene i Vernon Castle, la primera comèdia musical en fer un ús penetrant dels ritmes sincopats.:173 La cançó "Play a Simple Melody" es va convertir en la primera de les seves famoses cançons "dobles" en què dues melodies i lletres diferents dialoguen es contrapunt, les unes contra les altres. Un espectacle similar titulat Stop! Look! Listen! el 1915 fou la següent creació.

### Primera Guerra Mundial:God Bless Amèrica
El 1917, durant la Primera Guerra Mundial, entrà en l'exèrcit estatunidenc i portà a l'escenari una revista musical Yip Yip Yaphank mentre estigué a Camp Upton a Yaphank, Nova York. Presentada com un embolic militar cuinat pels nois de Camp Upton, el repartiment de l'espectacle es formà amb 350 membres de les forces armades. La revista fou un tribut patriòtic a l'exèrcit dels Estats Units, i Berlin compongué una cançó titulada God Bless Amèrica per l'espectacle malgrat que finalment no en feu ús. Quan fou realitzada anys després, God Bless Amèrica es va fer tant popular que se suggerí que podria arribar a ser l'Himne Nacional, això és, una espècie de cançó nacional. Ha romàs fins al dia d'avui com una de les més exitoses cançons i una de les més conegudes a tots els Estats Units. És particularment recordada la interpretació que de la mateixa es realitzà després de l'atac terrorista de l'onze de setembre de 2001, quan membres del congrés la cantaren en les escales del Capitoli. Algunes cançons de la revista Yaphank foren més tard incloses en el film de 1943 This Is the Army, en la que també apareixien altres cançons de Berlin, tant la cançó que dona títol al film com una versió de God Bless Amèrica per Kate Smith.

### Music Box
Després de la Guerra, Berlin construí el seu propi teatre, el Music Box, com un local per a revistes anuals que incorporaven les seves últimes cançons; la primera d'aquestes revistes fou The Music Box Revue of 1921. El teatre encara està en ús actualment, de manera ocasional.
La majoria de llurs obres per l'escenari de Broadway prengueren la forma de revistes –col·leccions de cançons sense un tema comú—, i va escriure uns quants "book shows". The Cocoanuts (1925) fou una comèdia, amb un repartiment en el que hi apareixien, entre d'altres, els germans Marx. Face the Music (1932) era una sàtira política amb un llibret de Moss Hart, i Louisiana Purchase (1940) era una sàtira d'un polític del Sud, òbviament basada en les proeses d'una secció d'un diari, algun d'ells tocant afers del moment. L'espectacle presentava una successió de cançons exitoses, com Easter Parade, Heat Wave (presentada com el pronòstic del temps), Harlem on My Mind i la que potser és la seva balada més poderosa, Supper Time, una turmentada cançó sobre el fanatisme racial, amb un pes inusual en una revista musical i que fou cantada per Ethel Waters en una dramàtica interpretació.

### Darrers musicals
Durant la Segona Guerra Mundial, després de rebre un permís del general George Marshall, Berlin organitzà una revista tota de soldats amb l'esperit del Yip Yip Yaphank. This Is the Army s'estrenà el 4 de juliol de 1942 amb un repartiment de més de 300 cents soldats, i va romandre en cartell durant tres anys, primer a Broadway, i després en una gira pels Estats Units i després a l'estranger. El show el va mantenir allunyat de la seva família durant tres anys i mig, durant aquest temps no va assumir ni sou ni despeses, i va lliurar tots els beneficis al Army Emergency Relief Fund.:81
El musical de més èxit a Broadway d'en Berlin va ser Annie Get Your Gun (1946), produït per Richard Rodgers i Oscar Hammerstein II. Basat lliurement en la vida de la tiradora Annie Oakley, la música i les lletres foren escrites per Berlin, amb un llibret de Herbert Fields i la seva germana Dorothy Fields. Berlin havia estat contractat després de morir Jerome Kern. En principi, refusà l'oferiment, afirmant que no sabia res de la música hillbilly, però l'espectacle acabà per complir les 1147 representacions. Se sap que la cançó, "There's No Business Like Show Business", per poc no s'inclou en l'espectacle perquè Berlin tenia la impressió equivocada de que a Rodgers i Hammerstein no els agradava. Annie Get Your Gun és considerat el millor musical de Berlin no solament per la quantitat d'èxits musicals que conté sinó perquè les seves cançons combinen encertadament la descripció dels personatges amb l'ajuda al desenvolupament de la història. Per a Alec Wilder, la perfecció de la partitura, en comparació amb les seves obres anteriors, fou "un xoc profund".:94
El següent espectacle de Berlin, Miss Liberty (1949), fou un fracàs relatiu. Call Me Madam (1950), amb Ethel Merman interpretant a Perle Mesta, funcionà quelcom millor, però el seu últim espectacle Mr. President (1962) fou un fracàs tan enorme que portà Berlin a retirar-se de l'escena pública. Tot i que va durar vuit mesos (amb l'estrena al qual va assistir el president John F. Kennedy), no va ser una de les seves obres d'èxit.

### Cançons al cinema
El 1927, una de les cançons de Berlin, Blue Skies, un èxit des del 1926, fou interpretada en la primera pel·lícula parlada, The Jazz Singer, cantada per Al Jolson. Top Hat (1935) fou la primera d'una sèrie de films musicals fomentades per Berlin que comptà amb la presència d'intèrprets populars i atractius (com Bing Crosby, Fred Astaire, Judy Garland i Ginger Rogers), amb arguments romàntics i una banda sonora a base de llurs noves i velles cançons. Altres films d'aquest tipus serien On the Avenue (1937), Holiday Inn (1942), Blue Skies (1946) i Easter Parade (1948). La versió fílmica de This Is the Army (1943), que comptà amb la presència del mateix Berlin cantant Oh, How I Hate to Get Up in the Morning, fou un èxit, però altres versions de llurs musicals, com Annie Get Your Gun (1950) i Call Me Madam (1953), foren menys exitoses que els seus espectacles explícitament escrits per a Hollywood.
El film Holiday Inn contenia la cançó "White Christmas", una de les cançons més enregistrades de la història. En aquest film, la cantava Bing Crosby per primera vegada, i en va vendre uns 30 milions de còpies una vegada que s'enregistrà independentment. La cançó fou reutilitzada com el títol del musical White Christmas, en el que hi participaven Crosby, Danny Kaye, Rosemary Clooney i Vera-Ellen. El senzill de Crosby fou reconegut com el més venut en qualsevulla categoria durant més de 50 anys, fins que el 1997 la cançó d'Elton John en homenatge a Diana de Gal·les, "Candle In the Wind", el superà. No obstant això, el tema cantat per Crosby ha venut milions de còpies addicionals a treves de llurs múltiples aparicions en recopilatoris, entre els quals s'inclouen el mateix "Merry Christmas" de Crosby, editat el 1949. La versió més familiar de White Christmas no és, amb tot, la de Holiday Inn. Crosby fou cridat altra vegada als estudis de Decca el 19 de març de 1947 per tornar a enregistrar el tema, perquè la presa principal de 1942 s'havia acabat per malmetre degut a l'ús freqüent. Les condicions d'enregistrament inclourien la presència, igual que en l'original de la John Scott Trotter Orchestra i de les Ken Darby Singers. L'enregistrament resultant és la que és, en realitat la més coneguda per al públic. Amb "White Christmas" Berlin va aconseguir tot el necessari per acabar venent més de 100 milions d'exemplars i captar el cor del públic nord-americà.
White Christmas guanyà l'Oscar a la millor cançó original, una de les set nominacions que rebé el compositor al llarg de la seva carrera. És l'únic guanyador en la història dels premis que llegí el seu propi nom com a guanyador en una categoria en la nit del lliurament d'aquests. El seu amic i col·lega Jule Styne va dir d'ell que És fàcil ser intel·ligent. Però el realment intel·ligent és ser senzill. Preguntat sobre el lloc de Berlin en la música americana, Jerome Kern digué que no el tenia, ja que Irving és la música americana.

### Casaments
Berlin es casà en dues ocasions. La seva primera dona, la cantant Dorothy Goetz, germana del compositor E. Ray. Goetz, va contraure una pneumònia i la febre tifoide en el seu viatge de nuvis a Cuba, i morí cinc mesos després de les noces el 1912 a l'edat de 20 anys. La seva mort inspirà a Berlin la cançó When I Lost You, que es convertí en un dels seus primers èxits; va ser un èxit popular immediat i va vendre més d'un milió de còpies. Curiosament, un any abans de la mort de Dorothy Berlin, Irving Berlin, E. Ray Goetz i Ted Snyder coescriviren una cançó anomenada There's Girl in Havan (Hi ha una noia a l'Havana).
La seva segona dona fou Ellin Mackay, una catòlica irlandesa-americana i hereva de la fortuna minera de Comstock Lode, així com escriptora avantguardista que havia publicat al The New Yorker. Es casaren el 1926, amb l'oposició de les respectives famílies, que objectaren motius religiosos, arribant el pare d'ella, Clarence Mackay, un catòlic fervent, a desheretar-la. Sense la dispensa de l'Església, hagueren de casar-se en una cerimònia civil el 4 de gener de 1926 i foren immediatament refusats per sectors antisemites de la societat: a Ellin, per exemple, se li anul·là la invitació per a les noces de llur amiga Consuelo Vanderbilt, malgrat no ser catòlica la núvia. Econòmicament, no tingueren problemes, però Berlin assignà a la seva muller els drets de la seva cançó Always, que li rendiria constantment grans beneficis.
La parella va tenir tres filles –Mary Ellin Barrett, Linda Emmett i Elizabeth Peters- i un fill, Irving Berlin, Jr., que morí d'infant un dia de Nadal.

### Darrers anys
El patriotisme de Berlin fou real i profund. Massa gran pel servei militar quan el seu país entrà en la Segona Guerra Mundial el 1941, dedicà el seu temps i energia a escriure noves cançons patriòtiques, com Any Bonds Today, donant els beneficis de This Is the Army al mateix exèrcit, i entretenint a les tropes amb una companyia itinerant d'aquest espectacle, en el que ell era un membre més.
Després de les actuacions als Estats Units, l'espectacle anà a Londres el 1943, en un moment en què la ciutat estava encara sota els atacs alemanys. Després d'una gira per les Illes Britàniques, l'espectacle es desplaçà al Nord d'Àfrica i després a Itàlia, tocant a Roma només setmanes després que la ciutat fos alliberada. Després anaren a Orient Mitjà i el Pacífic, on les actuacions es realitzaren sovint prop de la zona de combat. En reconeixement d'aquesta important i valenta contribució a la moral de les tropes, al final de la guerra, Berlin fou reconegut amb la Medalla al Mèrit pel president Harry Truman.
Políticament conservador, Berlin recolzà la candidatura presidencial del general Dwight Eisenhower, i la seva cançó I Like Ike va tenir una ampla presència en la campanya d'Eisenhower. En els últims anys també es va fer conservador en les seves apreciacions musicals; no feu ús dels nous estils emergents als Estats Units durant els anys cinquanta i seixanta, com el rock and roll i pràcticament abandonà la composició després del fracàs del seu musical Mr. President el 1962. el 1968, Berlin fou guardonat amb el Premi Grammy als assoliments de tota una carrera (Grammy Lifetime Achievement Award). Convertint-se virtualment en un reclòs els seus últims anys de vida, Berlin no assistí a la festa dels seus 100 anys. No obstant això, si que va assistir a les celebracions pel centenari de l'Estàtua de la Llibertat el 1986.
Berlin morí d'un atac de cor a Nova York a l'edat de 101 anys i fou enterrat al Woodlawn Cemetery del Bronx, a Nova York.

## Premis i distincions
- Oscar a la millor cançó original el 1943 per "White Christmas" a Holiday Inn.[27][28]
- Medalla al Mèrit de l'Exèrcit dels Estats Units del general George Marshall a la direcció del president Harry S. Truman.[7][27]
- Premi Tony el 1951 a la millor partitura del musical Call Me Madam.[29]
- Medalla d'Or al Congrés el 1954 del president Dwight D. Eisenhower per haver aportat moltes cançons patriòtiques, inclosa "God Bless America".[30]
- Premi Tony especial el 1963.[31]
- Premi Grammy Lifetime Achievement Award el 1968.[32]
- Saló de la Fama dels Compositors el 1970, que "va celebrar la seva primera cerimònia anual d'inducció i lliurament de premis a la ciutat de Nova York."[33][34]
- Medalla presidencial de la llibertat el 1977 pel president Gerald Ford. La citació diu, en part: "Músic, compositor, humanitari i patriota, Irving Berlin ha capturat els somnis més profunds i les emocions més profundes de la gent nord-americana en forma de música popular".[35][36]
- Premi Lawrence Langner Tony el 1978.[31]
- Medalla de la Llibertat durant les celebracions centenàries per a l'Estàtua de la Llibertat el 1986.[37]
- El concert de celebració del 100 aniversari va ser en benefici de Carnegie Hall i l'ASCAP l'11 de maig de 1988.[38]
- Saló de la fama jueu-americà el 1988.[39][40]
- Estrella al Passeig de la Fama de Hollywood l'1 de febrer de 1994.[41]
- American Theatre Hall of Fame.[42][43]